# Dom Turysty PTTK w Szczyrku
Dom Turysty PTTK w Szczyrku – nieistniejący obecnie obiekt noclegowy (hotel), kwalifikowany jako schronisko górskie PTTK. Budynek znajdował się w Szczyrku przy ul. Górskiej 7 i był położony na wysokości 520 m n.p.m.

## Historia
Pierwsze czynności związane z budową Domu Turysty w Szczyrku miały miejsce w 1957 roku, kiedy to dokonano wizji terenowych oraz zredagowano założenia projektowe. Projekt obiektu został opracowany przez Miastoprojekt Stolica Południe, a jego autorami byli: Wojciech Onitzch i Marian Sulikowski. Sama budowa obiektu trwała od sierpnia 1961 do marca 1965 roku.
Uroczyste otwarcie Domu miało miejsce 27 marca 1965 roku z udziałem m.in. ówczesnego przewodniczącego Głównego Komitetu Kultury Fizycznej i Turystyki – Włodzimierza Reczka oraz sekretarza generalnego Zarządu Głównego PTTK Stefana Strogulskiego. Obiekt posiadał 296 miejsc noclegowych w 72 pokojach 1, 2, 3 i 4 osobowych, z których część wyposażono w łazienki. Ponadto na terenie Domu Turysty działały: kuchnia, stołówka na 150 miejsc, świetlica, taras widokowy, sauna, siłownia, plac zabaw, punkt fryzjerski, a w latach 80. XX wieku – również sklep Pewex. Bywały dni, w których kuchnia Domu Turysty wydawała nawet 1,6 tys. posiłków, a obsługa liczyła okresowo do 120 osób. Będąc własnością PTTK, obiekt o dość wysokim na owe czasy standardzie był ogólnodostępny.
Dom Turysty funkcjonował do 2008 roku, kiedy to z uwagi na pogarszający się stan techniczny i konieczność przeprowadzenia remontów, został wyłączony z eksploatacji. W kolejnych latach pojawiały się informacje o planowanych remontach i przebudowach budynku (miały tam powstać m.in. spa, basen z jacuzzi oraz sale konferencyjne), żadne jednak prace nie zostały wykonane. Opuszczony obiekt niszczał i w końcu został sprzedany firmie Platan Hotels & Resorts Sp. z o.o. Na początku 2020 roku dokonano jego rozbiórki.
Na działce w latach 2020-2023 r. wybudowano kompleks budynków z przeznaczeniem na hotel condo z aquaparkiem, strefą SPA, siłownią, placem zabaw dla dzieci i zapleczem konferencyjnym. Inwestorem jest spółka Aries Residence Szczyrk, wchodząca w skład grupy inwestycyjnej Platan. Obiekt ma dysponować około 120 apartamentami.

## Szlaki turystyczne
W pobliżu dawnej lokalizacji Domu Turysty przebiegają następujące piesze szlaki turystyczne:
 Skrzyczne (1257 m n.p.m.) – Szczyrk – Schronisko PTTK na Klimczoku – Siodło pod Klimczokiem (1042 m n.p.m.) – Przełęcz Kołowrót (770 m n.p.m.) – Bystra
 Skrzyczne (1257 m n.p.m.) – Hala Jaworzyna pod Skrzycznem – Szczyrk – Siodło pod Klimczokiem (1042 m n.p.m.) – Schronisko PTTK na Klimczoku – Bysta
 Szczyrk – Schronisko „Chata Wuja Toma” – Przełęcz Karkoszczonka (729 m n.p.m.) – Brenna Bukowa